# Тарвасйоки
Та́рвасйоки (фин. Tarvasjoki) — бывшая община (волость) в провинции Варсинайс-Суоми, губерния Западная Финляндия, Финляндия. С 2015 года является частью общины Лието. До этого времени в общине проживало 1968 человек, общая площадь территории составляла 102,41 км², из которых 0,45 км² приходились на водоёмы.

## История
Название Тарвасйоки вошло в употребление в 1909 году. Прежнее название места было Аластарон, затем Эура или Эуры. В 2013 году община Тарвасйоки, вместе с тремя другими, была признана кризисной и министерство финансов Финляндии предложило присоединить Тарвасйоки к Лието. Финансы общины были ограничены, в частности, из-за строительства социального центра, который принял пожилых людей и из общины Каринайнен и из общины Пёютуя. В июне 2014 года было принято решение о присоединении Тарвасйоки к Лието в начале 2015 года. До присоединения, 17 депутатских мест в местном Совете Тарвасйоки были распределены следующим образом: Национальная коалиция - 6, Финляндский центр - 6, СДП - 2 и Истинные финны - 2 и Христианские демократы - 1. Средний уровень безработицы в Тарвасйоки в 2013 году составлял 8,3%.

## Демография
На 31 января 2011 года в общине Тарвасйоки проживало 1946 человек: 961 мужчина и 985 женщин.
Финский язык является родным для 98,71% жителей, шведский — для 0,41%. Прочие языки являются родными для 0,87% жителей общины.
Возрастной состав населения:
- до 14 лет — 20,61%
- от 15 до 64 лет — 61,31%
- от 65 лет — 18,04%

Изменение численности населения по годам:
| Год  | Численность |
| ---- | ----------- |
| 1980 | 1683        |
| 1990 | 1839        |
| 2000 | 1921        |
| 2010 | 1945        |
| 2011 | 1946        |

## Известные уроженцы
- Густав Мориц Армфельт (1757–1814), генерал от инфантерии, родился в Тарвасйоки
- Тойво Кивимяки (1886–1968), политик, премьер-министр Финляндии в 1932–1936, родился в Тарвасйоки
- Эркки Юрьяня (1898–2000), журналист и военный

## Фотографии

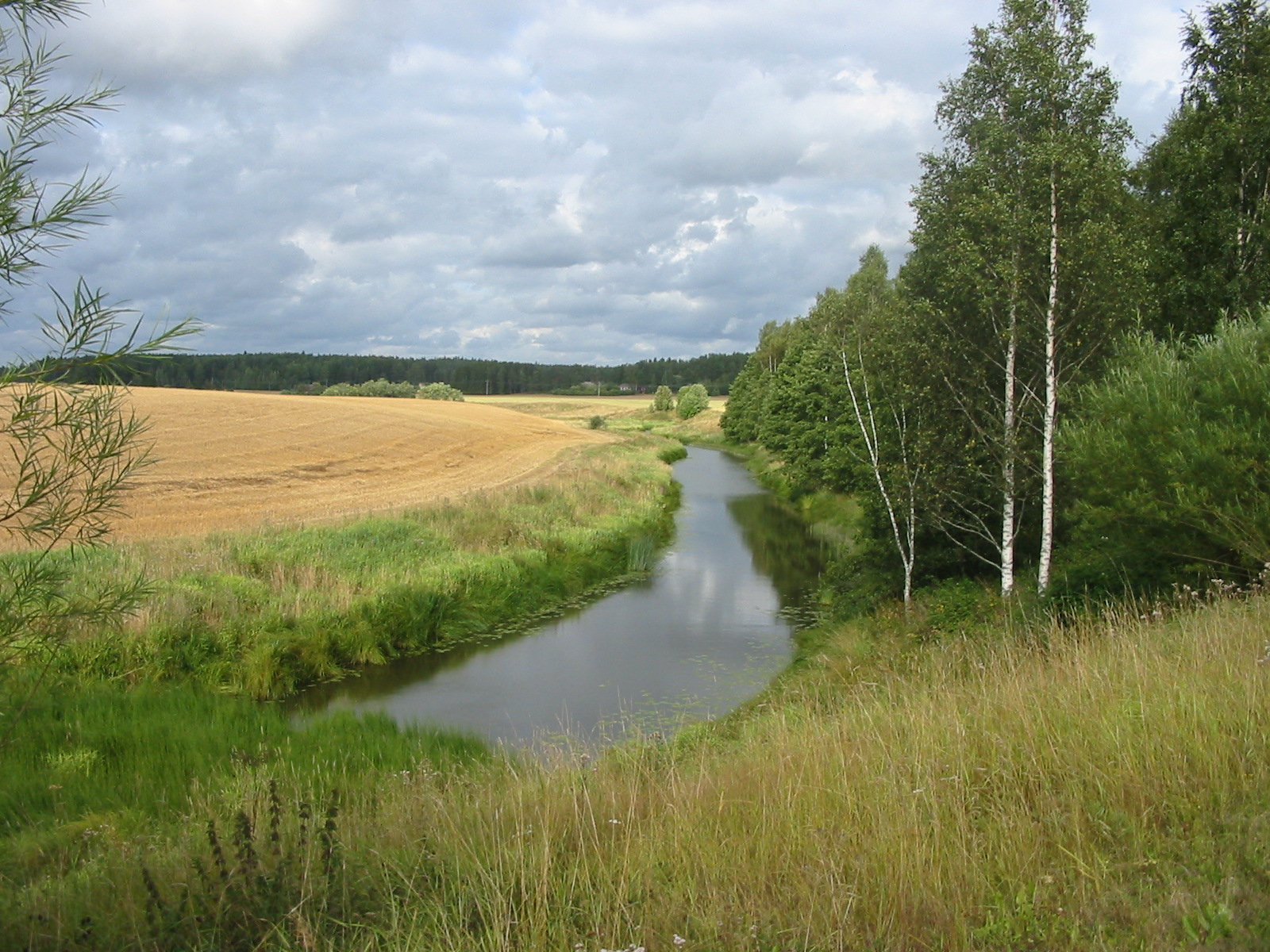
Река Тарвасйоки
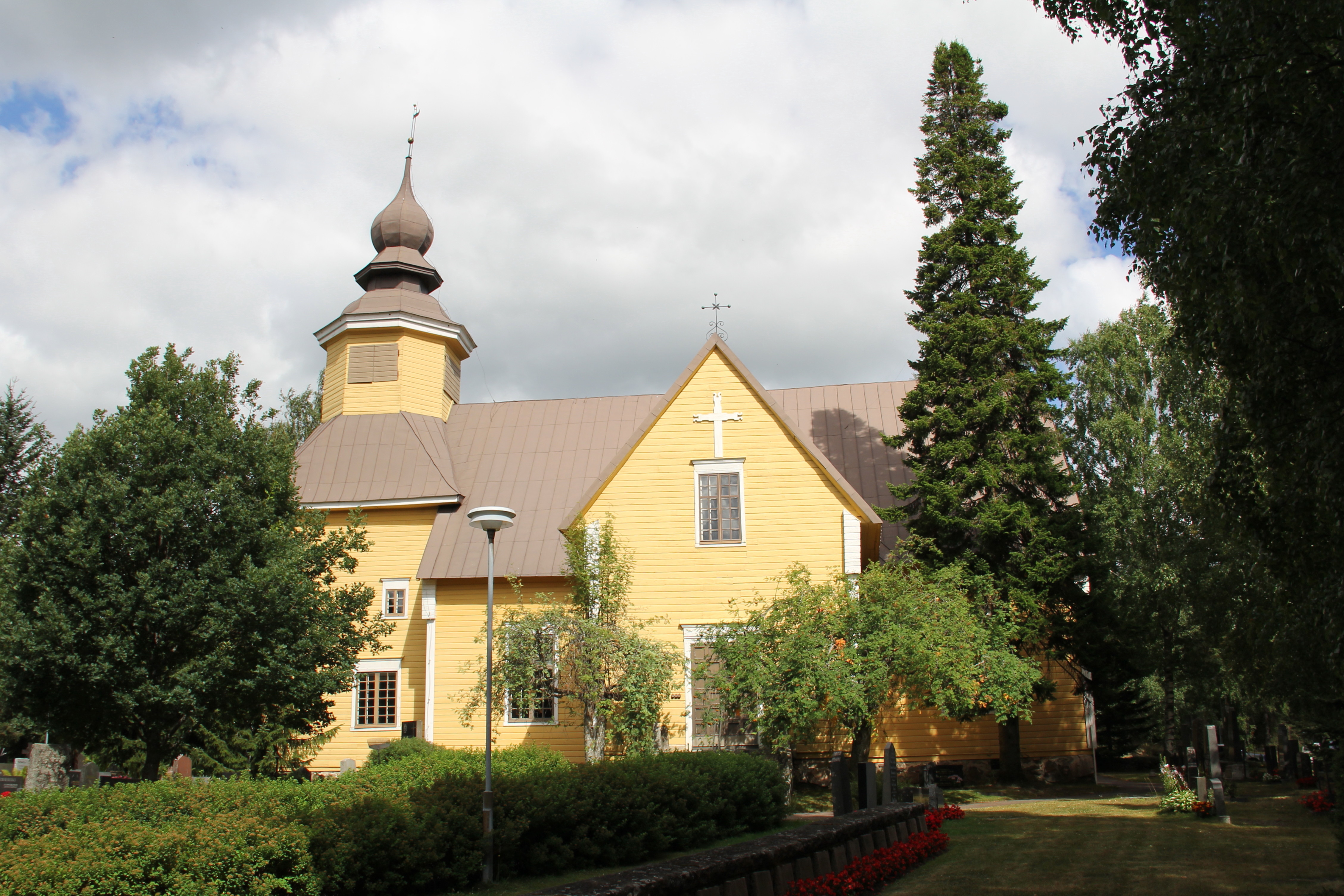
Церковь Тарвасйоки
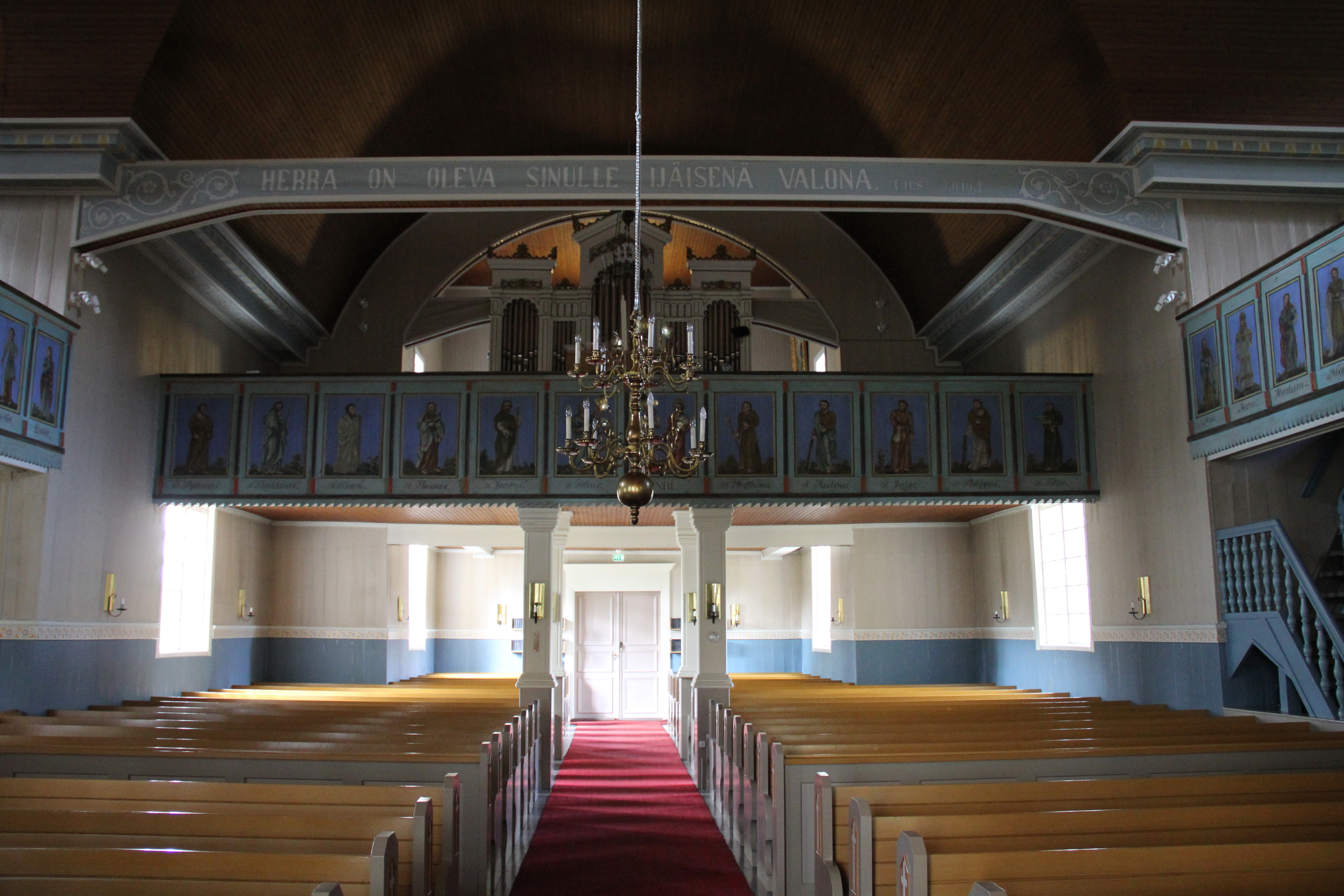
Интерьер церкви Тарвасйоки
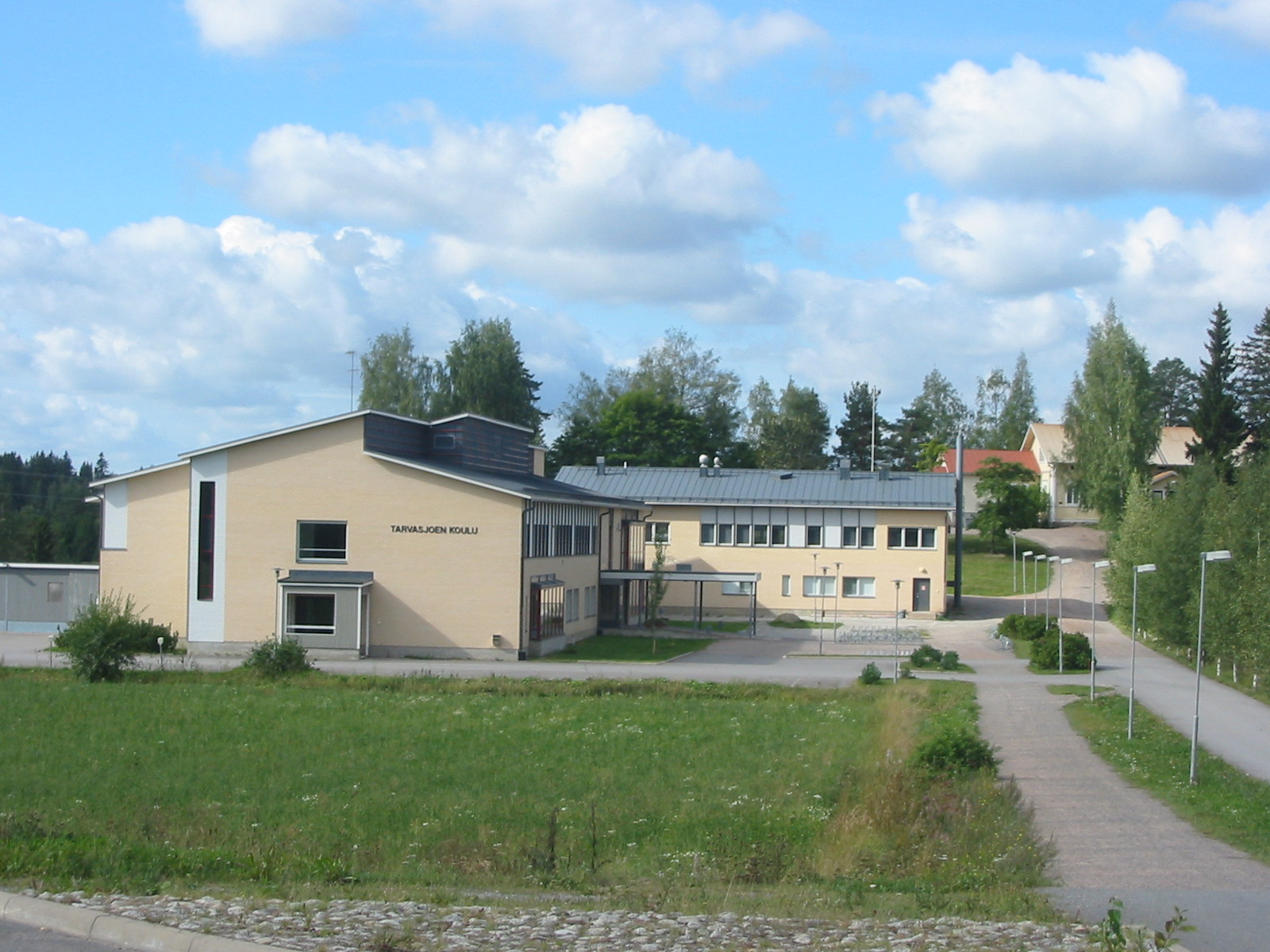
Школа Тарвасйоки